# 칼리머-600
칼리머-600(kalimer-600)은 대한민국이 개발중인 4세대 원자로이다.

## 역사
한국원자력연구소가 설계한 액체금속로 칼리머-600은 2001년 4세대 원자로 국제포럼(GIF)에서 당시 세계 최고였던 일본의 원자로와 함께 우수 모델로 선정됐다. 미국의 SMFR, JSFR와 함께 2002년 4세대 SFR 참조 노형으로 선정됐다. 이명박 정부의 녹색 성장 비전의 하나로 제시되고 있다.
4세대 원자로 국제포럼(GIF)의 설립 회원국은 9개국이며, 2002년 스위스, 2003년 유럽연합, 2006년 중국 러시아가 참여했다. GIF 가입국들은 앞으로 15년 동안 1조원을 공동 투자해 수소생산로 실험로를 건설할 계획이다.
칼리머-600은 한국원자력연구소가 1997년부터 개념설계에 본격 착수해 2010년 완공, 2020∼2030년에 실용화할 계획이다. 교육과학기술부가 완성한 원자력로드맵에 따르면 실증로 건설은 2028년으로 선진국들에 비해 3~8년 늦다.

## 기술
경수로는 천연 우라늄의 0.7%도 안 되는 우라늄 235를 연료로 사용한다. 그러나 고속증식로는 플루토늄을 핵연료로 사용한다. 천연 우라늄의 99.7%를 차지하는 우라늄 238에 고속 중성자를 쏘여 플루토늄 239로 만들고 다시 이것이 핵분열을 해서 발전하는 원리이다. 0.7대 99.7이므로 우라늄의 이용율이 100배로 높아진다.
기존의 경수로에서는 천연 우라늄 1t 중 5kg만이 이용 가능했으나 350kg까지 이용할 수 있어 같은 양의 우라늄 자원에서 70배나 많은 에너지를 얻을 수 있다. 4세대 원전은 3세대 원전 보다 최대 300배 핵연료 효율을 높인다고 소개된다.

## 테라파워
한국원자력연구원은 2012년 8월부터 1년여간 빌 게이츠 이사장이 설립한 테라파워 측과 기술 협력을 해왔다. 토륨 원전을 가동하려면 핵재처리를 해야 하는데, 한국이 개발중인 핵재처리 기술인 파이로프로세싱 기술이 토륨 원전 개발에도 필요하다고 한다. 테라파워의 TWR은 핵재처리로 만든 금속연료를 사용하는 원전이다. 그런데, 현재 전세계에서 금속연료를 사용하는 원자로를 개발중인 유일한 나라가 한국이다. 한국은 칼리머-600을 개발중이다. 테라파워는 그래서 TWR 개발과 관련해서, 한국의 칼리머-600 팀과 공동개발을 원한다.

## 액체금속로
칼리머-600은 나트륨 냉각 고속로이다. 경수나 중수와 같은 물이 감속재로 쓰여온 이후, 물은 고속 반응로에서 쓸 수 없게 되었다. 발전소에서 사용되는 고속 반응로들은 냉각제로 액화 금속을 채용하고 있다. 칼리머-600은 액화된 나트륨을 냉각제로 쓰고 있으며, BeO가 감속재로 쓰이고 있다.
현재, 국가적으로 금속 연료 원전을 개발중인 유일한 나라는 한국이다. 빌 게이츠가 설립한 테라파워도 금속 연료 원전을 개발중이다.

## 4세대 원전
칼리머는 한국의 4세대 원전이다. 123세대가 물을 냉각재로 사용하는 우라늄 원전인데 비해, 4세대는 액체금속을 냉각재로 사용하는 플루토늄 원전이다.
- 1세대 원전 : 경제성
- 2세대 원전 : OPR-1000, 전기출력 1000 MWe, 안전성 강화
- 3세대 원전 : APR-1400, 전기출력 1400 MWe, 경제성과 안전성 강화, 1992년 - 2002년 개발
- 4세대 원전 : 칼리머-600, 전기출력 600 MWe, 경제성과 안전성 강화, 친환경성, 1997년 - 2028년 개발

## 연표
- 1997년 한국원자력연구원 칼리머-600 개발시작
- 2001년 소형 소듐냉각고속로 개념설계 완료. 칼리머-150. 전기출력 150 MWe
- 2006년 중형 소듐냉각고속로 개념설계 완료. 칼리머-600. 전기출력 600 MWe
- 2006년 ACPF 핵재처리장 준공. 연간 2톤 재처리. 프라이드 핵재처리장 참조
- 2010년  중국 세계 8번째, 중국 최초의 소듐냉각고속로 CEFR 준공, 전기출력 20MWe
- 2012년 2월 스텔라-1 준공[6] 1/9 규모. 핵연료 대신 전기로 모의실험
- 2012년  일본 로카쇼무라 핵재처리 공장 준공, 건설비 29조원, 연간 800톤 재처리, 일본의 소듐냉각고속로 핵연료 생산
- 2013년 3월 스텔라-1 가동
- 2013년 5월 프라이드 핵재처리장 준공. 연간 10톤 재처리, 세계최초 파이로프로세싱 핵재처리장
- 2014년 한미 원자력 협정 종료
- 2014년  러시아 소듐냉각고속로 BN-800 준공, 전기출력 800 MWe
- 2017년 스텔라-2 준공
- 2017년  러시아 소듐냉각고속로 BN-1200 준공, 전기출력 1200 MWe
- 2028년 칼리머-600 실증로 준공[7]

## 같이 보기
- 4세대 원자로
- 소듐 냉각 고속원자로
- 한국원자력연구소
- 4세대 원자로 국제포럼(GIF)
- SMFR
- JSFR
- 녹색 성장 비전
- 몬주